# Humboldtbläckfisk
Humboldtbläckfisk (Dosidicus gigas) är en tioarmad bläckfisk som lever i östra Stilla havet. Den kan bli 2 meter lång och väga upp till 50 kg. På dagarna lever Humboldtbläckfisken på 200 till 700 meters djup men på nätterna går den upp till ytvattnet för att jaga. 
Arten har ett rykte om sig att vara aggressiv men dykare tror att det kan röra sig om nyfikenhet. Forskning antyder att arten är aggressiv endast vid letande efter föda. Enstaka attacker mot människor har förekommit och i Mexiko har den fått namnet Diablo Rojo (röd djävul).